# Ferrari 312 T
Ferrari 312 — общее название нескольких различных гоночных автомобилей Ferrari с 3-литровыми 12-цилиндровыми двигателями. Эта статья описывает гоночный автомобиль, выступавший в 1975–1980 годах в Формуле-1. О других автомобилях с таким же номером модели для Формулы-1 см. 312 F1 и 312 B; о спортпрототипах см. 312 P и 312 PB.
Ferrari 312 T — гоночный автомобиль Scuderia Ferrari, построенный для участия в чемпионатах Формулы-1. Стал эволюцией предыдущей машины команды, 312 B3, выступавшей в сезоне 1974 года. В различных модификациях 312 T использовался командой с 1975 до 1980 годы. Был разработан итальянским автомобильным конструктором Мауро Форгьери.
За 5 сезонов, в которых выступали разные модификации 312 T, машина выиграла 27 гонок, принесла команде четыре Кубка конструкторов и гонщики на ней трижды становились чемпионами мира.
На смену 312 T пришёл первый турбированный гоночный автомобиль Скудерии Ferrari 126 C, на котором пилоты команды выступали с 1981 года.

## Модификации

### 312 T
| Передняя подвеска | двойные поперечные рычаги, пружинные амортизаторы |
| Задняя подвеска   | двойные поперечные рычаги                         |
| Длина             | 4143 мм                                           |
| Ширина            | 2030 мм                                           |
| Высота            | 1275 мм                                           |
| Колёсная база     | 2518 мм                                           |
| Масса             | 575 кг                                            |
| Шины              | G                                                 |

Разработка новой гоночной машины началась в 1974 году, когда стало очевидно, что проблемы болида Ferrari 312 B3 нельзя решить окончательно: требовалось радикальное переосмысление шасси. Как и за другие гоночные автомобили Ferrari той эпохи, за разработку новой машины отвечал автоконструктор Мауро Форгьери.
312 T был построен из трубчатой стальной рамы и алюминиевых панелей, как это было характерно для машин Формулы-1 в 70-е годы. Однако он имел ряд новых конструкторских особенностей, наиболее интересной из которых является коробка передач, расположенная поперечно (а не продольно, как ранее). Из-за такого расположения коробки передач конструктору удалось уменьшить длину автомобиля. Буква «T» в названии машины — сокращение итальянского слова «Trasversale» (рус. Поперечный). Подвеска также значительно отличается от той, что стояла в 312 B3: передняя часть шасси была значительно у́же предшественницы. Также было заявлено, что автомобиль будет более сбалансированным по сравнению с 312 B3, страдавшим от постоянной недостаточной поворачиваемости. Болид получил двухсотлитровый бензобак. В межсезонье Ники Лауда интенсивно тестировал автомобиль, после чего болид был полностью готов к участию в чемпионате Формулы-1.

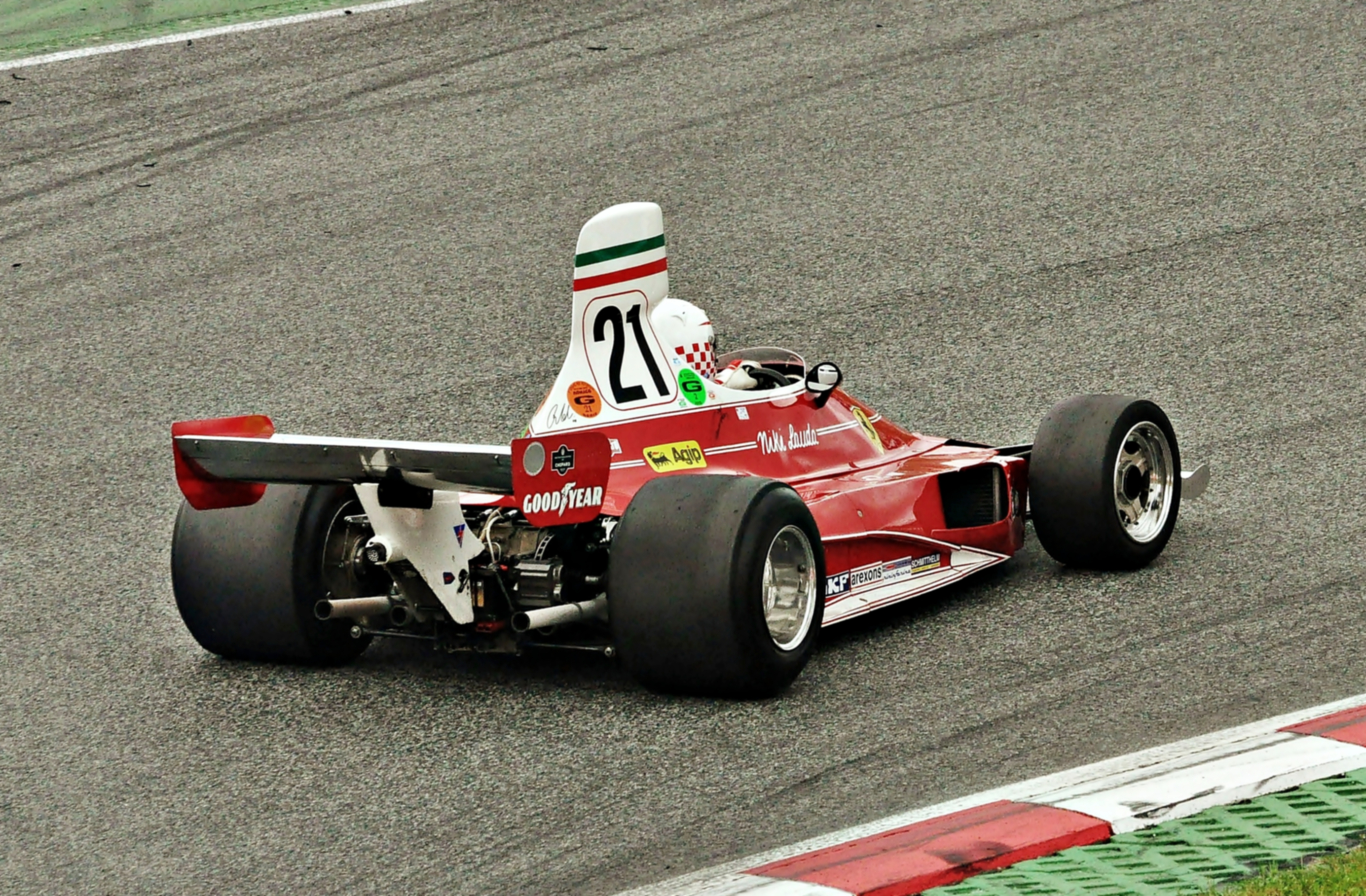
312T на трассе «Барселона-Каталунья» в 2012 году.

312 T был завершён осенью 1974 года и представлен прессе в Модене после окончания сезона 1974 года. Несмотря на это, Scuderia Ferrari использовала 312 B3 в первых двух гонках сезона 1975 года. Новый автомобиль дебютировал в Гран-при ЮАР. Гонка в Африке разочаровала команду своими результатами: Лауда пришёл к финишу пятым, а Регаццони лишь шестнадцатым. Лауда говорил о недостатке мощности, а последующее испытание двигателя машины австрийца показало, что у него действительно существовала техническая проблема.

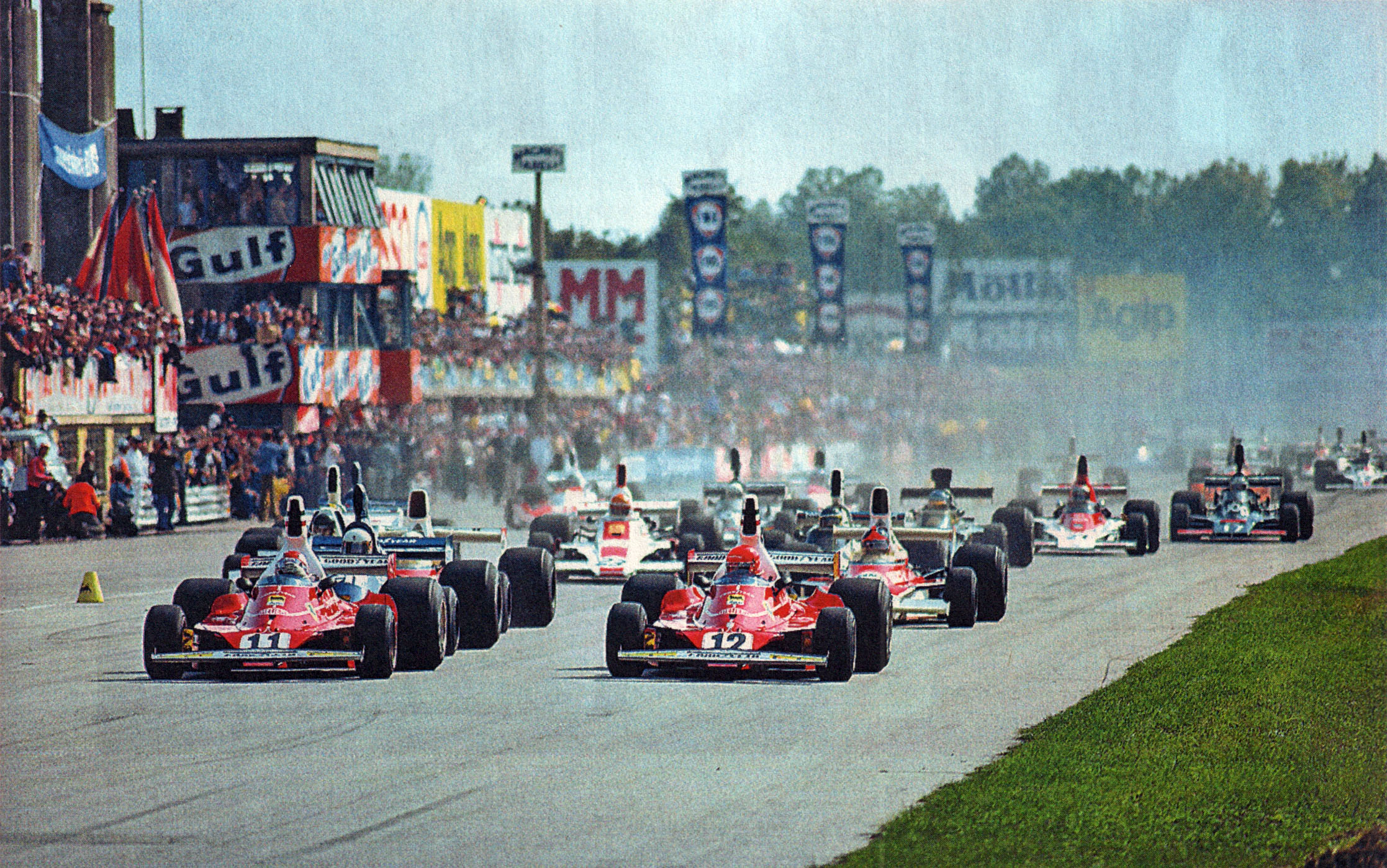
Ники Лауда и Клей Регаццони на первом ряду стартовой решётки Гран-при Италии 1975 года

312 T протестировали вместе с 312 B3 на трассе «Фьорано», окончательно убедившись, что новая машина быстрее. На чемпионате мира, после невнятного старта сезона, в котором Brabham, Tyrrell и McLaren навязали серьёзную борьбу, Лауда выиграл 4 из 5 гонок в середине сезона. В Италии Лауда был третьим, в то время как Регаццони одержал победу. По завершении сезона Ferrari выиграла Кубок конструкторов впервые с сезона 1964 года.
Технический регламент Формулы-1 был изменён к 1976 году — начиная с Гран-при Испании от высоких перископических воздухозаборников командам пришлось отказаться. Ferrari с разрешения FIA начала чемпионат на 312 T, на котором провела 3 гонки сезона 1976 года (Лауда выиграл первые две, а Регаццони третью). Начиная с уикенда в Испании, пилоты пересели в обновлённую машину 312 T2.
В общей сложности в пятнадцати Гран-при приняли участие пять шасси 312 T (номера 018, 021, 022, 023, 024). Последняя гонка с участием данной машины прошла в 1976 году в рамках Гран-при США-Запад.

### 312 T2
| Передняя подвеска | двойные поперечные рычаги, пружинные амортизаторы                    |
| Задняя подвеска   | верхний рычаг, нижний поперечный рычаг, центральная толкающая штанга |
| Длина             | 4316 мм                                                              |
| Ширина            | 1930 мм                                                              |
| Высота            | 1020 мм                                                              |
| Колёсная база     | 2560 мм                                                              |
| Масса             | 575 кг                                                               |
| Шины              | G M                                                                  |

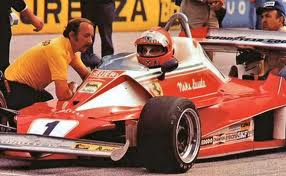
Ники Лауда за рулём T2 во время Гран-при Италии 1976 года

Для того, чтобы соответствовать пересмотренным правилам по аэродинамике, автомобиль лишился высокого воздухозаборника, расположенного за пилотом. Вместо этого в машине появились два воздухозаборника типа NACA, расположившиеся по бокам от кокпита. Каждый из них охлаждает по шесть цилиндров 12-цилиндрового двигателя. Колёсная база была увеличена на 42 мм по сравнению с 312 T. Перед испытаниями на автомобиле также присутствовали заметные механические модификации, в том числе новая задняя подвеска де Дион. Однако после тестов от неё отказались в пользу классической.
Модификация 312 T2 была представлена на трассе Фьорано, где показала ряд улучшений по сравнению с 312 T. Дебют болида прошёл на внезачётной гонке чемпионов в Брэндс-Хэтч в марте 1976 года. Получив специальное разрешение от FIA, Ferrari три первых Гран-при 1976 года провела на прошлогодней машине, что не помешало ей победить во всех трёх. Дебютом в рамках чемпионата Формулы-1 для 312 T2 стал Гран-при Испании.
На новой машине Ники Лауда продолжил лидерство в чемпионате, однако страшная авария на Нюрбургринге с возгоранием болида отправила чемпиона прошлого года в больницу с сильными ожогами кожи. Подозревалось, что авария могла произойти из-за поломки в задней подвеске. Всего шесть недель спустя Лауда вернулся в чемпионат и уже на Гран-при Италии финишировал четвёртым. Для победы в чемпионате 1976 года Лауде в последней гонке необходимо было финишировать выше Ханта, однако ещё в самом начале он сошёл с дистанции, но не по вине машины, а из-за опасности пилотирования в сильный ливень. Победу в чемпионате с перевесом в 1 очко одержал Джеймс Хант на McLaren M23, но второй подряд Кубок конструкторов снова выиграла Ferrari.
Команда продолжила использовать 312 T2 в течение всего сезона 1977 года. На первых гонках 1977 года машины практически не отличались от шасси 1976 года, две из них вообще были 1976 года (шасси 026 и 027). Одним из немногих визуальных изменений было добавление логотипа Fiat на машину Ferrari (это произошло впервые). Лауда был недоволен машиной на первых двух гонках чемпионата 1977 года, он провёл обширную тестовую программу для улучшения автомобиля в течение нескольких недель между бразильским и южноафриканским Гран-при. Эти испытания позволили внести в конструкцию несколько изменений, в том числе это касалось заднего антикрыла, компоновки кузова и деталей подвески. И уже в ЮАР Лауда выиграл первую свою гонку в чемпионате 1977 года, хотя и при трагических обстоятельствах: его автомобиль был поврежден обломками от болида Тома Прайса, в котором тот погиб.

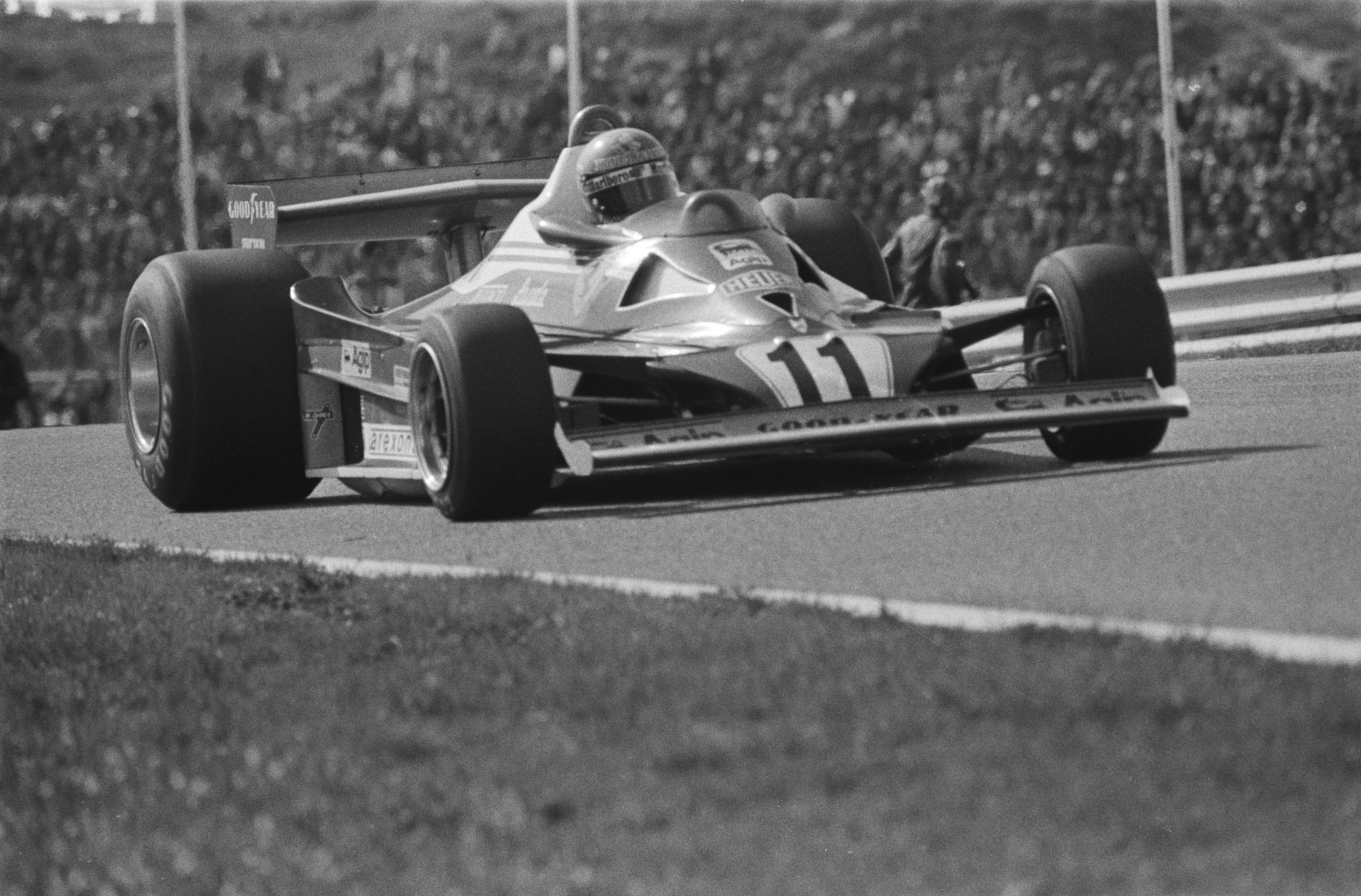
Лауда на трассе Зандворт (1977).

В течение сезона было построено три новых шасси (номера 029, 030, 031), развитие машины продолжалось. Изменённая машина получила название 312 T2B. За сезон было использовано несколько различных носовых обтекателей и задних профилей антикрыла, также была значительно доработана подвеска. Но это не помогло Ferrari иметь такое колоссальное преимущество, как в случае с 312 T. В сезоне 1977 года появилась революционная машина Lotus 78, использовавшая открытый Колином Чепменом граунд-эффект. Другим командам по ходу сезона пришлось придумывать способы улучшения своих шасси, что было чревато проблемами для Ferrari. Одной из таких проблем 312 T2B в 1977 году стало несоответствие болида шинам Goodyear. Так как шины этой же компании использовали Lotus, Goodyear стали выпускать резину, способную справляться с бо́льшей прижимной силой, а Ferrari было достаточно тяжело прогревать новые слики до оптимальных температур.
Несмотря возникшие проблемы, 312 T2 был намного надёжнее конкурентов, что позволило Лауде выиграть свой второй чемпионат, победив только в трёх гонках, но регулярно финишировавшем на первых позициях. Его напарник по команде Карлос Ройтеман по итогам чемпионата стал четвёртым. Lotus на машине с уникальным преимуществом не смогли навязать Ferrari достойную борьбу из-за частых сходов по техническим причинам. Кубок конструкторов в третий раз подряд был за итальянской командой. Испортившиеся после прошлогоднего схода в Японии отношения Лауды и руководства Ferrari вынуждали гонщика покинуть команду после чемпионата. Однако он сделал это ещё раньше, не приняв участия в двух последних Гран-при сезона. Его место занял канадец Жиль Вильнёв, продолживший выступать за Ferrari до трагической гибели в 1982 году.
312 T2B была использована в течение первых двух гонок чемпионата 1978 года, прежде чем была заменена на 312 T3. Более того, на 312 T2B Карлос Ройтеман смог выиграть Гран-при Бразилии в 1978 году. После нескольких лет сотрудничества с производителем шин Goodyear, машина Ferrari на этом Гран-при уже была на радиальных шинах французской компании Michelin.

### 312 T3
| Передняя подвеска | нижние и верхние рычаги, пружинные амортизаторы, спу                                  |
| Задняя подвеска   | параллельные нижние тяги, верхние тяги, толкающая штанга, пружинные амортизаторы, спу |
| Длина             | 4250 мм                                                                               |
| Ширина            | 2130 мм                                                                               |
| Высота            | 1010 мм                                                                               |
| Колёсная база     | 2560 мм                                                                               |
| Масса             | 580 кг                                                                                |
| Шины              | M                                                                                     |

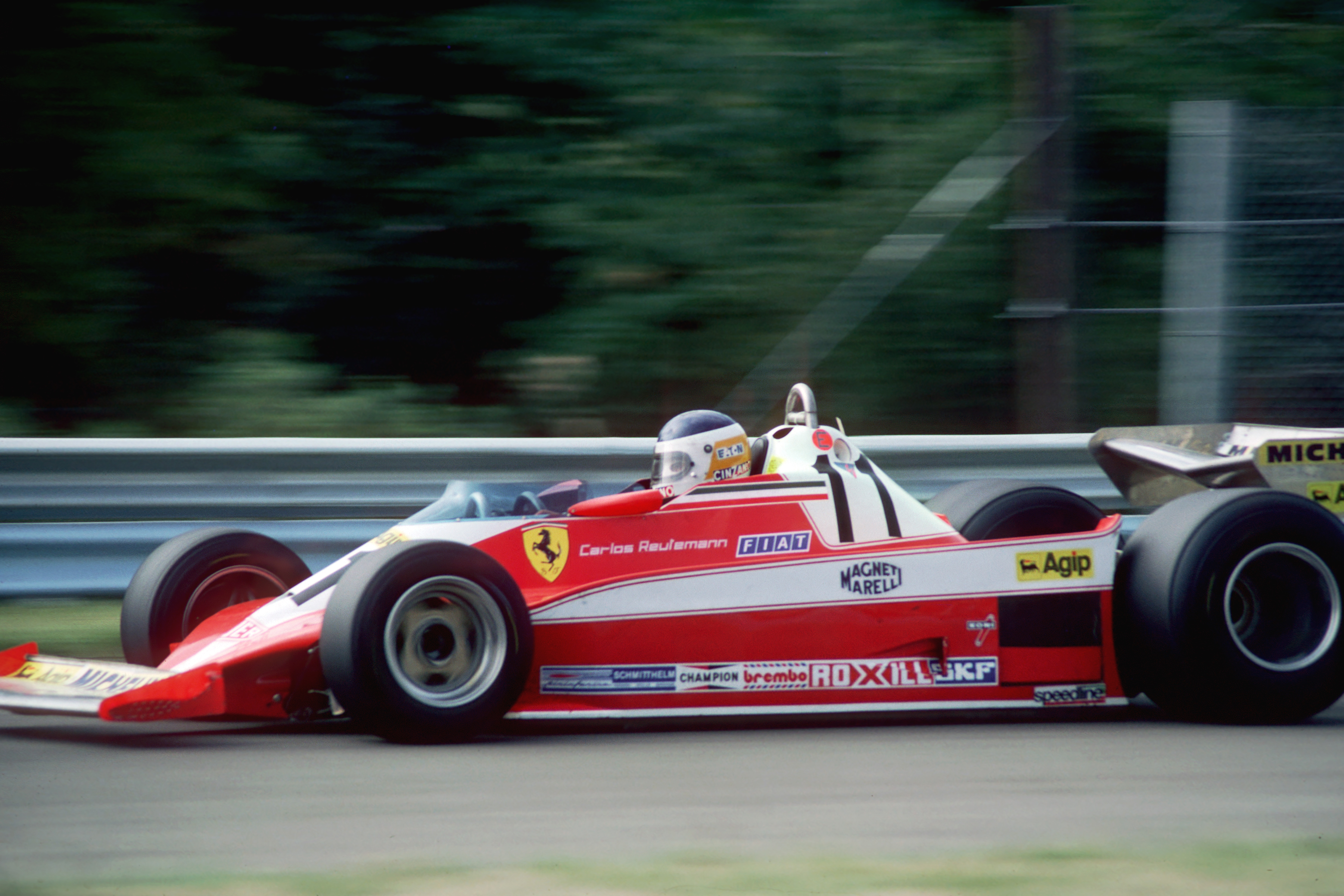
Ройтеман пилотирует 312 T3 на Гран-при США 1978 года

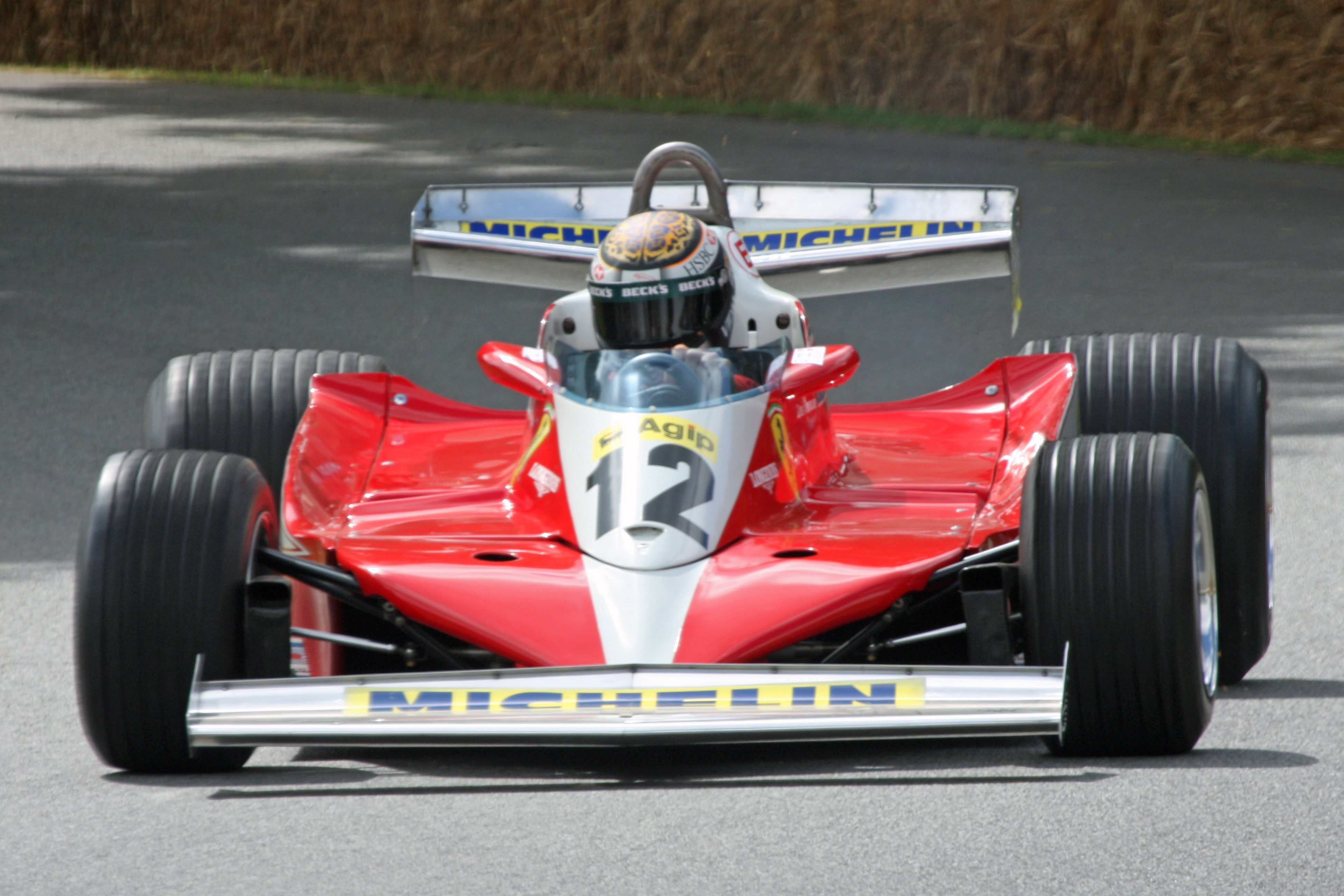
Машина Жиля Вильнёва на фестивале в Западном Суссексе.

Изменения в 312 T3 касались, в первую очередь, конструкции и аэродинамики автомобиля. Так, в T3 появилось новое переднее антикрыло, болид стал шире и ниже, а заднее антикрыло стало выше. Новая аэродинамика была направлена на взаимодействие с французскими шинами, для них же была переработана подвеска автомобиля. Инженерами была построена новая система охлаждения, в боковых понтонах была изменена система топливопроводов. Двигатель остался тот же, хотя его настройка позволяла выдавать до 515 лошадиных сил.
Модифицированная Ferrari была всё также хороша, но уже не могла конкурировать с революционной Lotus 79, уже в полной мере использовавшей эффект близости поверхности и добивавшейся недоступной для других прижимной силы. Ferrari всё также была построена по модульному принципу и не смогла на равных бороться с Lotus, используя вместо этого преимущество новых шин на некоторых трассах. Дебют машины на Гран-при ЮАР трудно назвать удачным — оба болида выбыли из гонки. Череда неудач продолжилась для Вильнёва, тогда как Ройтеман выиграл следующий Гран-при. Всего на счету 312 T3 было четыре победы в Гран-при: три на счету Ройтемана и одна у Вильнёва, одержанная им в самом конце чемпионата на домашнем Гран-при. По итогам сезона Ferrari завоевала 2 место в Кубке конструкторов после Lotus.
Уже традиционно гонщики итальянской команды начали следующий сезон на слегка доработанном прошлогоднем шасси, проехав по две гонки. Место Ройтемана с 1979 года в команде занял южноафриканец Джоди Шектер.

### 312 T4
| Передняя подвеска | двойные рычаги, внутренние пружины и амортизаторы                                          |
| Задняя подвеска   | верхний поперечный рычаг, нижний рычаг, внутренние вертикальные пружины/амортизаторы за КП |
| Длина             | 4460 мм                                                                                    |
| Ширина            | 2120 мм                                                                                    |
| Высота            | 1010 мм                                                                                    |
| Колёсная база     | 2700 мм                                                                                    |
| Масса             | 590 кг                                                                                     |
| Шины              | M                                                                                          |

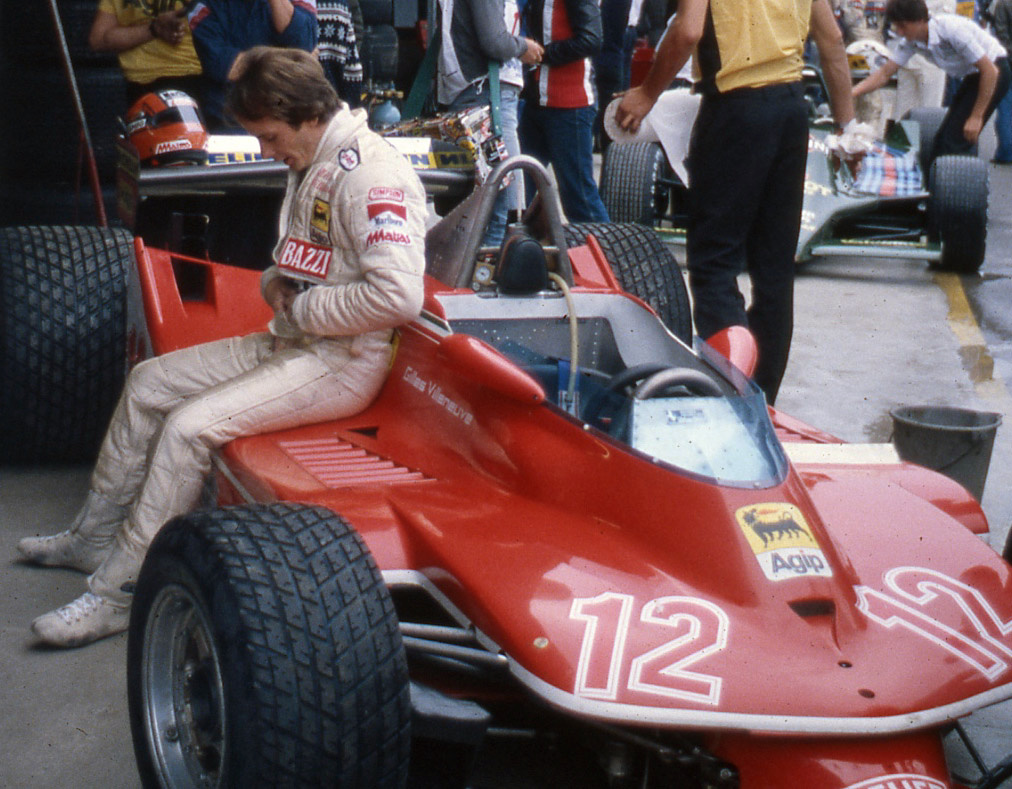
Жиль Вильнёв сидит на своём 312 T4 в Имоле, Сан-Марино

В процессе подготовки к сезону 1979 года в Ferrari понимали необходимость создания граунд-эффекта для шасси. Это должно было увеличить прижимную силу болида, а вкупе с мощным мотором навязать достойную конкуренцию Lotus. Мощный оппозитный двигатель Ferrari до открытия экранного эффекта был несомненным преимуществом итальянцев, однако для конкурирования в конце 70-х этого было недостаточно. Lotus 79 имел узкий кокпит, по бакам которого были расположены понтоны с аэродинамическими «юбками». Они были устроены особым способом, расширяя своеобразный тоннель для проходящего под машиной воздуха и тем самым позволяя создать между асфальтом и болидом область низкого давления, «притягивающую» автомобиль к поверхности. Широкий двигатель и продольно расположенная коробка передач накладывали некоторые ограничения на Форгьери и команду, по этой причине копирование Lotus было невозможным. Другие команды ставили на свои болиды восьмицилиндровые Cosworth DFV. Конкуренцию 312 T4 могла составить турбированная Renault RS10 с полуторалитровым шестицилиндровым двигателем, развивавшем до 500 лошадиных сил, однако французская машина была крайне ненадёжной и постоянно сходила с дистанции из-за проблем с турбонагнетателем.
Так как из-за конструктивных особенностей сузить болид Ferrari было невозможно, конструкторы решили удлинить понтоны и придать им необычную форму. Аэродинамические «юбки» были похожи на разработку Lotus. Но кардинальные изменения кузова так и не позволили 312 T4 достигнуть полноценного граунд-эффекта, но придали машине очень необычные очертания. 312 T4 дебютировала на Гран-при ЮАР в 1979 году, третьем в сезоне. Уже на своей первой официальной гонке машина заняла первые два места — Вильнёв был первым, Шектер вторым. На следующем этапе ситуация повторилась. Возможно, дубль не удался бы гонщикам Ferrari, если бы не двойной сход лидировавшего тогда Жака Лаффита на Ligier JS11. Спустя гонку две победы подряд одержал Джоди Шектер, в Бельгии и Монако. Несмотря на техническое преимущество в скорости и аэродинамике многих команд, машина Ferrari сходит с дистанции лишь трижды за сезон, что делает её самой надёжной машиной сезона. Чемпионом 1979 года стал Шектер, а Вильнёв был вторым с отставанием в 7 очков. Ferrari достался Кубок конструкторов, в четвёртый раз его принесла машина на базе 312T.

### 312 T5
| Передняя подвеска | двойные рычаги, внутренние пружины и амортизаторы                    |
| Задняя подвеска   | верхний поперечный рычаг, нижний рычаг, центральная толкающая штанга |
| Длина             | 4530 мм                                                              |
| Ширина            | 2120 мм                                                              |
| Высота            | 1020 мм                                                              |
| Колёсная база     | 2700 мм                                                              |
| Масса             | 595 кг                                                               |
| Шины              | M                                                                    |

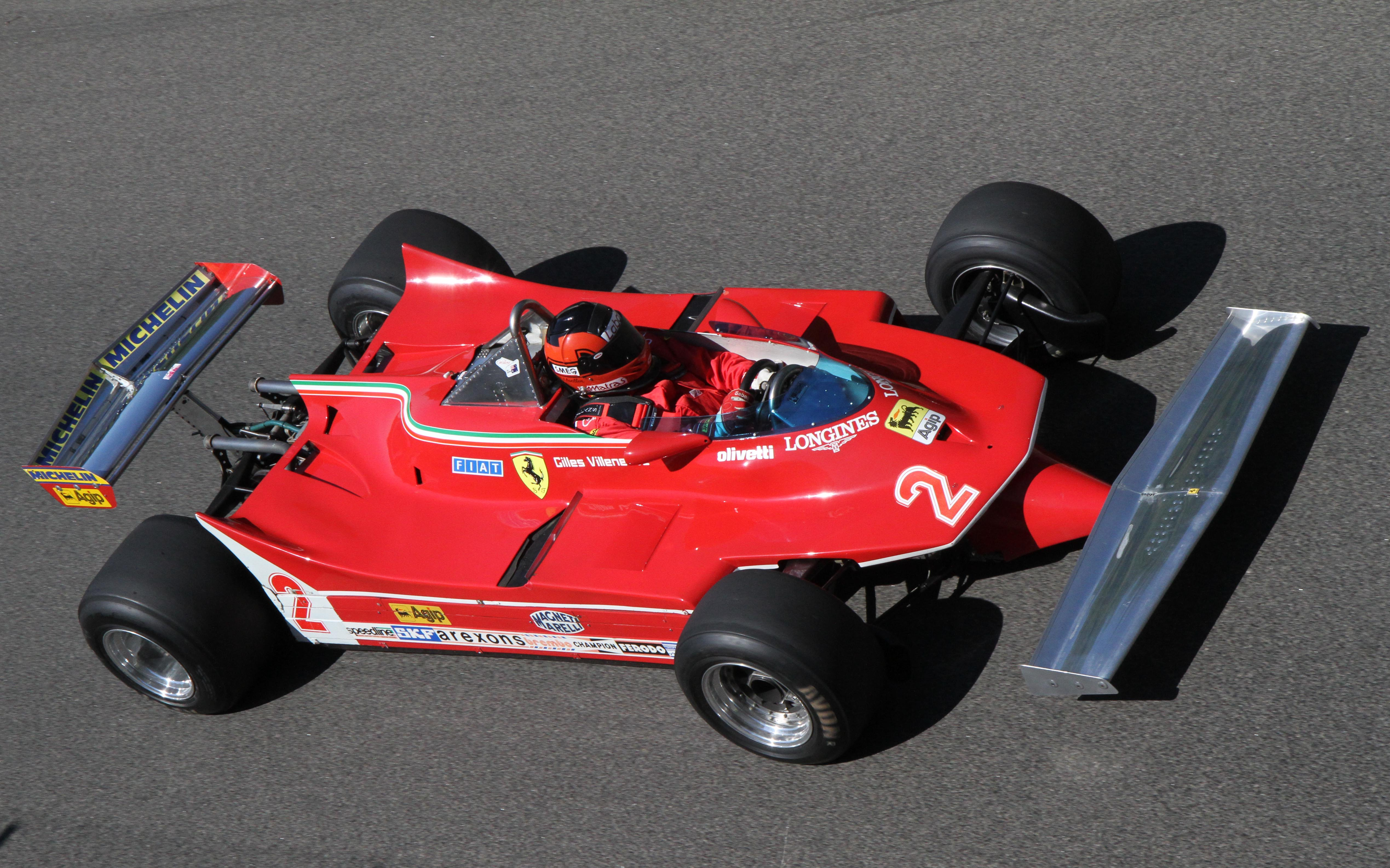
Ferrari 312 T5 Жиля Вильнёва

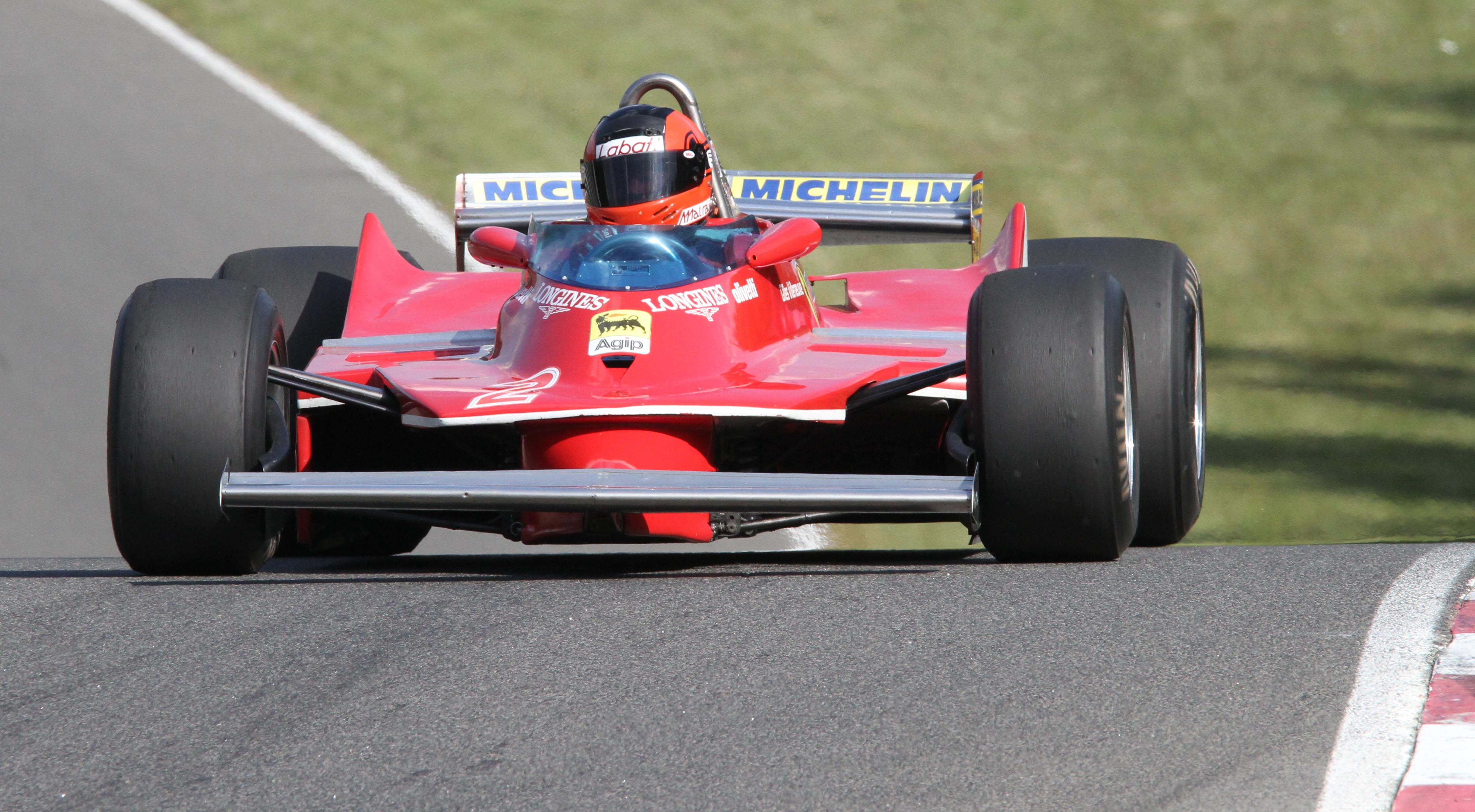
Шасси Вильнёва в Канаде

К сезону 1980 года команда из Маранелло подготовила новую модель 312 T5, основой которой стало доработанное шасси и всё те же 12-цилиндровый оппозитный двигатель и поперечная 5-ступенчатая коробка передач. В новом сезоне другие команды использовали всё тот же компактный Ford Cosworth DFV, позволявший делать более аэродинамические монококи.
Несмотря на путь всех остальных команд, итальянцы рассчитывали побеждать за счёт мощного двигателя и надёжной машины. С началом сезона стало понятно, что, несмотря на мощность, Ferrari катастрофически не хватает прижимной силы и она теряет очень много времени в поворотах. Для исправления ситуации команда тестировала болид в аэродинамической трубе Pininfarina, но это не принесло ощутимых результатов.
Снова проблемой для Ferrari стали шины, но уже Michelin. Французская компания адаптировала резину для турбированных двигателей, которые использовала машина Renault RE20 французской команды. В результате не самая удачная машина Ferrari лишилась ещё одного шанса показать достойные результаты. В Скудерии поняли, что 312 T5 неконкурентоспособна и уже по ходу сезона сконцентрировались на разработке новой машины — 126 C, которая была построена с новым турбированным шестицилиндовым двигателем и коробкой передач продольного расположения. В Гран-при Италии новая машина участвовала в квалификации, но на гонках появилась только в следующем году.
Сезон 1980 года стал провальным для Ferrari. По ходу чемпионата 312 T5 ни разу не приезжала в тройке первых, пилоты всего пять раз набирали очки, а лучшим результатом стало пятое место. Пилоты на двоих набрали всего 8 очков, оставив команду в Кубке конструкторов на 10 месте. На Гран-при Канады Джоди Шектер даже не смог квалифицироваться, после этого сезона он завершил карьеру автогонщика. Победу в чемпионате завоевал Алан Джонс на Williams FW07, а команда Williams выиграла Кубок конструкторов. После такого поражения в Ferrari надолго отказались от использования атмосферных двигателей, построив для будущего шасси новый полуторалитровый двигатель с турбонагнетателем.

### Прототип 312 T6

Шестиколёсный прототип 312 T6 был построен на базе T2

Ещё в 1977 году под руководством Мауро Форгьери в Scuderia Ferrari был разработан шестиколёсный автомобиль, значительно отличающийся от шестиколёсного Tyrrell P34, имевшего четыре передних колеса вместо четырёх задних в Ferrari. На шестиколёсном 312 T6 на заднюю ось были установлены четыре передние колеса (по два с каждой стороны, как на большегрузных автомобилях). Болид получил индекс 312 T6, был оснащён всё тем же 12-цилиндровым атмосферным двигателем, продольной коробкой передач и шасси T2.
Теоретически, установка двух маленьких колёс вместо одного большого была сделана из-за деформации обычных задних шин на поворотах, что в свою очередь уменьшало пятно контакта и сцепление с трассой; две небольшие шины должны были решить эту проблему. Ещё одним преимуществом, как и в случае с Tyrrel, должно было стать меньшее сопротивление воздуха. В то же время Ferrari протестировали подвеску Де Дион, но отказались от неё.
Т6 тестировался командой, но не был официально представлен. Почти ничего не известно о сравнении скоростных показателей прототипа с T2, да и ширина болида из-за сдвоенных сзади колёс нарушала допустимые размеры, принятые в регламенте FIA, поэтому автомобиль по определению не мог участвовать в Гран-при. Впервые прототип появился на испытательной кольцевой трассе FIAT Нардо 3 марта 1977 года. Ники Лауда и Карлос Ройтеман испытывали прототип также на Фьорано той же весной. На тестах Ройтеман разбил единственный T6. Затем проект был закрыт и Ferrari отказалась от экспериментов с шестиколёсными шасси. Впрочем, FIA вскоре их запретила в Формуле-1.

## Результаты в чемпионате мира Формулы-1
| Легенда к таблице |                                                                    |
| --- | ------------------------------------------------------------------ |
| В таблице перечислены результаты всех Гран-при Формулы-1, в которых использовался автомобиль. Строками таблицы являются сезоны, столбцами — этапы чемпионата мира. В каждой клетке указаны сокращённое название этапа и результат, дополнительно обозначенный цветом. Расшифровка обозначений и цветов представлена в нижеследующей таблице. |                                                                    |
| \| Пример \| Описание \| \| ------------ \| ------------------------------------------------------------------ \| \| 1 \| Победитель \| \| 2 \| Второе место \| \| 3 \| Третье место \| \| 5 \| Финишировал, заработав очки \| \| Сход \| Не финишировал, но при этом заработал очки \| \| 12 \| Финишировал, не получив очков \| \| НКЛ \| Финишировал, но не попал в финальную классификацию \| \| 15 \| Участвовал вне зачёта, либо по отдельной классификации \| \| 18 \| Не финишировал, но попал в финальную классификацию \| \| Сход \| Не финишировал \| \| НКВ \| Не прошёл квалификацию \| \| НПКВ \| Не прошёл предквалификацию \| \| ДСК \| Дисквалифицирован \| \| ИСК \| Исключён из протокола соревнований \| \| ТТ \| Заявлен для участия только в тренировках \| \| НС \| Участвовал в квалификации, но не стартовал в гонке \| \| Т \| Травмирован или болен \| \| ОТК \| Отказ от участия \| \| НТР \| Прибыл на соревнования, но на трассу не выезжал \| \| НПР \| Был заявлен в числе участников, но не прибыл к началу соревнований \| \| О \| Соревнования отменены \| \| \| Не участвовал \| \| Поул-позиция \| \| \| Быстрый круг \| \| |                                                                    |
| Пример | Описание                                                           |
| 1 | Победитель                                                         |
| 2 | Второе место                                                       |
| 3 | Третье место                                                       |
| 5 | Финишировал, заработав очки                                        |
| Сход | Не финишировал, но при этом заработал очки                         |
| 12 | Финишировал, не получив очков                                      |
| НКЛ | Финишировал, но не попал в финальную классификацию                 |
| 15 | Участвовал вне зачёта, либо по отдельной классификации             |
| 18 | Не финишировал, но попал в финальную классификацию                 |
| Сход | Не финишировал                                                     |
| НКВ | Не прошёл квалификацию                                             |
| НПКВ | Не прошёл предквалификацию                                         |
| ДСК | Дисквалифицирован                                                  |
| ИСК | Исключён из протокола соревнований                                 |
| ТТ | Заявлен для участия только в тренировках                           |
| НС | Участвовал в квалификации, но не стартовал в гонке                 |
| Т | Травмирован или болен                                              |
| ОТК | Отказ от участия                                                   |
| НТР | Прибыл на соревнования, но на трассу не выезжал                    |
| НПР | Был заявлен в числе участников, но не прибыл к началу соревнований |
| О | Соревнования отменены                                              |
| | Не участвовал                                                      |
| Поул-позиция |                                                                    |
| Быстрый круг |                                                                    |

| Год  | Шасси   | Шины | Гонщик          | 1    | 2    | 3    | 4    | 5    | 6    | 7    | 8    | 9    | 10   | 11   | 12   | 13  | 14   | 15   | 16   | 17   | Место   | Очки  |
| ---- | ------- | ---- | --------------- | ---- | ---- | ---- | ---- | ---- | ---- | ---- | ---- | ---- | ---- | ---- | ---- | --- | ---- | ---- | ---- | ---- | ------- | ----- |
| 1975 | 312 T   | G    |                 | АРГ  | БРА  | ЮАР  | ИСП  | МОН  | БЕЛ  | ШВЕ  | НИД  | ФРА  | ВЕЛ  | ГЕР  | АВТ  | ИТА | США  |      |      |      | 1       | 72,51 |
| 1975 | 312 T   | G    | Клей Регаццони  |      |      | 16   | НКЛ  | Сход | 5    | 3    | 3    | Сход | 13   | Сход | 7    | 1   | Сход |      |      |      | 1       | 72,51 |
| 1975 | 312 T   | G    | Ники Лауда      |      |      | 5    | Сход | 1    | 1    | 1    | 2    | 1    | 8    | 3    | 6    | 3   | 1    |      |      |      | 1       | 72,51 |
| 1976 | 312 T   | G    |                 | БРА  | ЮАР  | СШЗ  | ИСП  | БЕЛ  | МОН  | ШВЕ  | ФРА  | ВЕЛ  | ГЕР  | АВТ  | НИД  | ИТА | КАН  | США  | ЯПО  |      | 1       | 83    |
| 1976 | 312 T   | G    | Ники Лауда      | 1    | 1    | 2    |      |      |      |      |      |      |      |      |      |     |      |      |      |      | 1       | 83    |
| 1976 | 312 T   | G    | Клей Регаццони  | 7    | Сход | 1    |      |      |      |      |      |      |      |      |      |     |      |      |      |      | 1       | 83    |
| 1976 | 312 T2  | G    | Ники Лауда      |      |      |      | 2    | 1    | 1    | 3    | Сход | 1    | Т    | Т    | Т    | 4   | 8    | 3    | Сход |      | 1       | 83    |
| 1976 | 312 T2  | G    | Клей Регаццони  |      |      |      | 11   | 2    | 14   | 6    | Сход | ДСК  | 9    |      | 2    | 2   | 6    | 7    | 5    |      | 1       | 83    |
| 1976 | 312 T2  | G    | Карлос Ройтеман |      |      |      |      |      |      |      |      |      |      |      |      | 7   |      |      |      |      | 1       | 83    |
| 1977 | 312 T2B | G    |                 | АРГ  | БРА  | ЮАР  | СШЗ  | ИСП  | МОН  | БЕЛ  | ШВЕ  | ФРА  | ВЕЛ  | ГЕР  | АВТ  | НИД | ИТА  | США  | КАН  | ЯПО  | 95 (97) | 1     |
| 1977 | 312 T2B | G    | Ники Лауда      | Сход | 3    | 1    | 2    | НС   | 2    | 2    | Сход | 5    | 2    | 1    | 2    | 1   | 2    | 4    |      |      | 95 (97) | 1     |
| 1977 | 312 T2B | G    | Карлос Ройтеман | 3    | 1    | 8    | Сход | 2    | 3    | Сход | 3    | 6    | 15   | 4    | 4    | 6   | Сход | 6    | Сход | 2    | 95 (97) | 1     |
| 1977 | 312 T2B | G    | Жиль Вильнёв    |      |      |      |      |      |      |      |      |      |      |      |      |     |      |      | 12   | Сход | 95 (97) | 1     |
| 1978 | 312 T2B | M    |                 | АРГ  | БРА  | ЮАР  | СШЗ  | МОН  | БЕЛ  | ИСП  | ШВЕ  | ФРА  | ВЕЛ  | ГЕР  | АВТ  | НИД | ИТА  | США  | КАН  |      | 2       | 58    |
| 1978 | 312 T2B | M    | Карлос Ройтеман | 7    | 1    |      |      |      |      |      |      |      |      |      |      |     |      |      |      |      | 2       | 58    |
| 1978 | 312 T2B | M    | Жиль Вильнёв    | 8    | Сход |      |      |      |      |      |      |      |      |      |      |     |      |      |      |      | 2       | 58    |
| 1978 | 312 T3  | M    | Карлос Ройтеман |      |      | Сход | 1    | 8    | 3    | Сход | 10   | 18   | 1    | Сход | ДСК  | 7   | 3    | 1    | 3    |      | 2       | 58    |
| 1978 | 312 T3  | M    | Жиль Вильнёв    |      |      | Сход | Сход | Сход | 4    | 10   | 9    | 12   | Сход | 8    | 3    | 6   | 7    | Сход | 1    |      | 2       | 58    |
| 1979 | 312 T3  | M    |                 | АРГ  | БРА  | ЮАР  | СШЗ  | ИСП  | БЕЛ  | МОН  | ФРА  | ВЕЛ  | ГЕР  | АВТ  | НИД  | ИТА | КАН  | США  |      |      | 1       | 113   |
| 1979 | 312 T3  | M    | Джоди Шектер    | Сход | 6    |      |      |      |      |      |      |      |      |      |      |     |      |      |      |      | 1       | 113   |
| 1979 | 312 T3  | M    | Жиль Вильнёв    | Сход | 5    |      |      |      |      |      |      |      |      |      |      |     |      |      |      |      | 1       | 113   |
| 1979 | 312 T4  | M    | Джоди Шектер    |      |      | 2    | 2    | 4    | 1    | 1    | 7    | 5    | 4    | 4    | 2    | 1   | 4    | Сход |      |      | 1       | 113   |
| 1979 | 312 T4  | M    | Жиль Вильнёв    |      |      | 1    | 1    | 7    | 7    | Сход | 2    | 14   | 8    | 2    | Сход | 2   | 2    | 1    |      |      | 1       | 113   |
| 1980 | 312 T5  | M    |                 | АРГ  | БРА  | ЮАР  | СШЗ  | БЕЛ  | МОН  | ФРА  | ВЕЛ  | ГЕР  | АВТ  | НИД  | ИТА  | КАН | США  |      |      |      | 10      | 8     |
| 1980 | 312 T5  | M    | Джоди Шектер    | Сход | Сход | Сход | 5    | 8    | Сход | 12   | 10   | 13   | 13   | 9    | 8    | НКВ | 11   |      |      |      | 10      | 8     |
| 1980 | 312 T5  | M    | Жиль Вильнёв    | Сход | 16   | Сход | Сход | 6    | 5    | 8    | Сход | 6    | 8    | 7    | Сход | 5   | Сход |      |      |      | 10      | 8     |

1 В сезоне 1975 года 9 очков были заработаны на Ferrari 312 B3.

## В культуре
- В фильме «Бобби Дирфилд» (1977) герой Аль Пачино участвует в Гран-при сезона 1976 года. Во время гонки в одной из сцен на трассе крупным планом проезжает Ferrari 312 T с именем Ники Лауды на болиде.
- В 21 эпизоде японского аниме-сериала Capeta (2005) в одной из сцен музея автоспорта можно увидеть стоящие рядом на постаментах Ferrari 312 T5 и Lotus 78. Момотару рассказывает о прижимных свойствах этих автомобилей за счёт необычной конструкции днища.
- Реплики Ferrari 312 T и Ferrari 312 T2 были задействованы в съёмках фильма «Гонка» (2013), повествующем о соперничестве Ники Лауды и Джеймса Ханта. Самим актёрам позволяли управлять машинами Формулы-2, замаскированными под автомобили Формулы-1.
- T5 появляется в документальном фильме Джереми Кларксона «The Italian Job».
- В фильме 1979 года «Кровная связь» Элена управляет болидом Ferrari 312 T3. В этих сценах на ней надет подшлемник с двумя разрезами для глаз, какой использовал Лауда.